# Ратифу, Стэнли
Стэнли Ратифу (нем. и порт. Stanley Ratifo; 5 декабря 1994, Галле) — мозамбикский и немецкий футболист, игрок любительского клуба «Пфорцхайм» и сборной Мозамбика. Участник Кубка африканских наций 2023.

## Биография

### Клубная карьера
Родился в Германии в семье немки и регги-музыканта из Мозамбика. Воспитанник клуба «Локомотив» Лейпциг, взрослую карьеру начинал на любительском уровне, выступая за клуб шестого дивизиона «Галле-Аммендорф» и пятого дивизиона «Поммерн Грайфсвальд». Первый профессиональный контракт подписал в 2014 году с клубом «Галлешер». В основном выступал за фарм-клуб «Галлешера», но также сыграл 4 матча в третьей лиге, выходя на замену в концовке матчей. В 2015 году стал игроком клуба Регионаллиги «Ауэрбах», где провёл полтора сезона. В январе 2017 года перешёл в «Кёльн II», фарм-клуб выступающего в Бундеслиге «Кёльна», но к матчам основной команды не привлекался. В составе «Кёльн II» провёл 42 матча и забил 8 голов в Регионаллиге. С 2018 года выступает в пятой лиге за «Пфорцхайм».

### Карьера в сборной
Впервые был вызван в сборную Мозамбика в марте 2017 года, сыграв в двух товарищеских матчах со сборными Анголы и Лесото. Вошёл в состав сборной на Кубок африканских наций 2023, на котором сыграл во всех трёх матчах группового этапа, но вместе с командой занял последнее место в группе.

## Музыкальная карьера
Помимо футбола, Ратифу является рэп-исполнителем. В 2018 году он подписал контракт с лейблом GoodFellaz Records, базирующимся в Пфорцхайме, а также стал игроком местного любительского клуба. По собственным словам, он имел предложения от клубов третьей лиги, но сознательно сделал выбор в пользу музыкальной карьеры.

## Дискография
Мини-альбомы
- 2021 — Hottest in the City
- 2023 — RaRa
- 2023 — 369